# Casimir Pyramus de Candolle

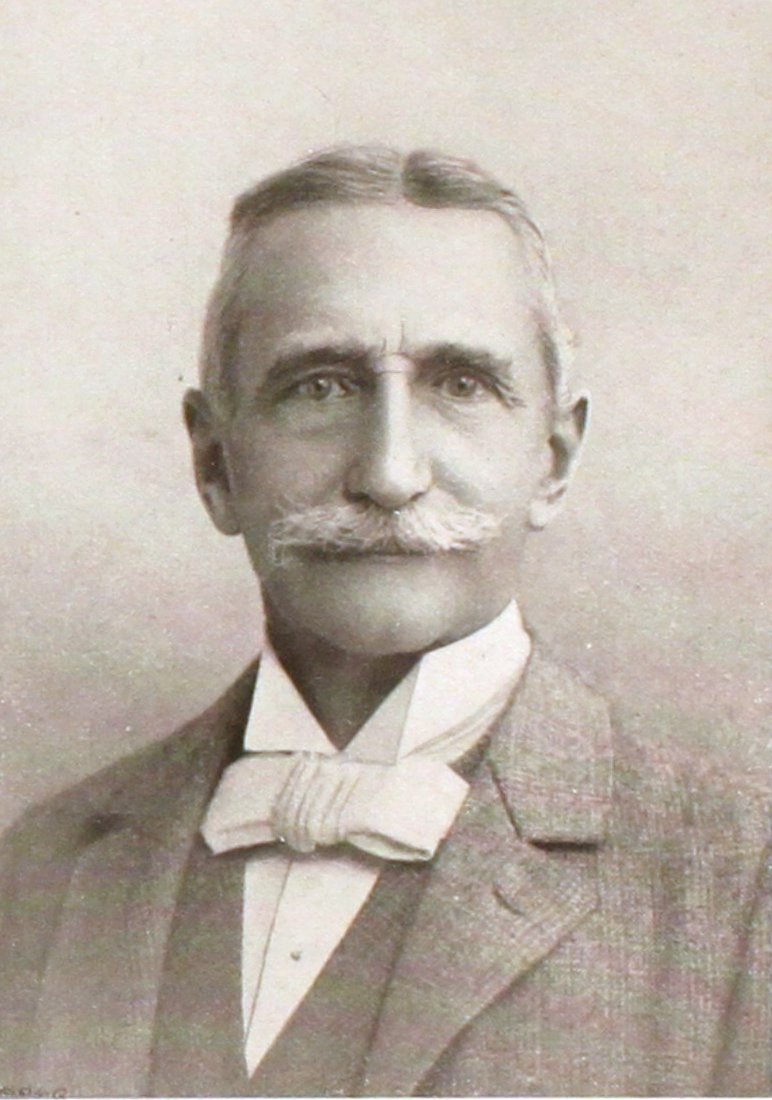
Anne Casimir Pyrame de Candolle

Anne Casimir Pyrame de Candolle (* 20. Februar 1836 in Genf; † 3. Oktober 1918 in Chêne-Bougeries) war ein Schweizer Botaniker. Sein offizielles botanisches Autorenkürzel lautet „C.DC.“.

## Leben und Wirken
Er war der Sohn von Alphonse Pyrame de Candolle und der Enkel von Augustin Pyramus de Candolle. Von 1853 bis 1857 studierte er an der Universität in Paris. Danach verbrachte er einige Zeit in England, wo er Miles Joseph Berkeley traf. Nach einer Reise 1859 nach Algerien studierte er ab 1860 weiter in Berlin.
Er bearbeitete für das Werk seines Vaters Prodromus systematis naturalis regni vegetabilis in Band 16 die Piperaceae, die Juglandaceae und die Myricaceae von 1864 bis 1869. 1878 schrieb er für Martius in Band 11 der Flora Brasiliensis den Teil zur Meliaceae.
Candolle hat mehr als 4500 Pflanzenarten beschrieben. 
Sein Sohn Richard Émile Augustin de Candolle (1868–1920) war ebenfalls Botaniker.

## Veröffentlichungen
- mit seinem Vater als Herausgeber: Monographiæ Phanerogamarum Prodromi Nunc Continuatio, Nunc Revisio, Auctoribus A. Et C. de Candolle Aliisque Botanicis Ultra Memoratis … Cum Tabulis, Etc. (9 Bände). 1878–1896.